# 唐國忠 (台灣)
唐國忠（5月22日—），台灣男藝人、模特兒。

## 戲劇作品

### 電視
- 2007年 《我一定要成功》飾 評審長
- 2007年 《熱情仲夏》飾 Kris
- 2007年 《放羊的星星》飾 Rick
- 2009年 《痞子英雄》 飾 車進
- 2011年 《我的完美男人》飾 牛建人
- 2011年 《旋風管家》飾 季神
- 2012年 《真愛找麻煩》飾 張毅成
- 2012年 《粉愛粉愛你》飾 明枸
- 2012年 《你是春風我是雨》飾 莫克
- 2012年 《廉政英雄》飾 廖啟誠
- 2012年 《愛情替聲》飾 紹杰
- 2012年 《甜·祕密》飾 趴哥
- 2012年 《愛情来了请打卡》飾 沈浩远
- 2013年 《兩個爸爸》飾 江律師的客戶
- 2015年  《等你愛我》飾 劉一德
- 2015年 《青年旅社》(網絡劇)
- 2017年 《雲巔之上》飾 孟廣明
- 2017年 《怒海紅塵》飾 栖川弘毅
- 2017年 《镇魂街》(網絡劇)
- 2017年 《軒轅劍之漢之雲》飾 烏衣韓龍
- 2018年 《超能造梦》飾 魏晋
- 2018年 《扶搖》飾 赤鬼
- 2019年 《锻刀之绝地重生》飾  牧野楓
- 2019年 《凤弈》飾 东方宇
- 2019年 《時間都知道》飾 李亨利
- 2019年 《烈火军校》飾 張景春
- 2019年 《热血少年》飾 胡風南
- 2019年 《從前有座靈劍山》（網絡劇）飾 水月真人
- 2020年 《替嫁医女》（網絡劇）飾 獨孤晉
- 2020年 《腾空之约》（網絡劇）飾 凌志軒
- 2020年 《今夕何夕》（網絡劇）飾 殷實
- 2021年 《遇龙》（網絡劇）飾 皇上
- 2023年 《星落凝成糖》飾 沉渊历王
- 2023年 《乐游原》（網絡劇）飾 烏延
- 2024年 《烈焰》（網絡劇）飾 天魁
- 2024年 《暗夜与黎明》饰 大胡子
- 2024年 《斗罗大陆之燃魂战》飾 戈龙元帅
- 2024年 《饕餮记》(2018年拍攝)飾 北狄王
- 2025年 《臨江仙》（網絡劇）飾 元承华
- 待播 《师兄太稳健》（網絡劇）飾 熊二

### 電影
- 2009年 《艋舺》 飾 刀疤
- 2012年 《女朋友。男朋友》 飾 徐強
- 2012年 《愛情替聲》 飾 郭紹杰
- 2015年 《放手愛》 飾 何君
- 2018年 《現場直播》(網絡電影)
- 2022年 《狼群》 飾

### 短片
- 2009年 《薇閣小電影：無味皂》

## 廣告
- 微反-微酒精飲料
- 必勝客-霸王雙雞
- AIG友邦產物保險
- 遠傳電信
- 高雄世運會
- FET
- 仙劍 Online
- 天堂2
- NISSAN
- 崑崙Online

## MV
- 周杰倫-青花瓷
- 徐若瑄-決定愛你
- S.H.E-星光
- F.I.R.-需要你的愛
- 柯有綸-不用擔心、零
- 周蕙-分叉路口
- 蔡依林-睜一隻眼閉一隻眼
- SAYA-HONEY?MONEY!
- 孫嫣然-是否
- 張靚穎-如果愛下去、這該死的愛
- 張學友-原罪犯
- 李泉-沒有你了
- 官恩娜-乾脆俐落
- 周傳雄-You Should Try
- 袁詠琳-釋懷

## 外部連結
- 唐國忠的Facebook專頁
- 唐國忠的新浪微博
- 唐國忠在香港影庫上的簡介
- 唐國忠在豆瓣上的资料（简体中文）